# Schrägbeleuchtung
Schrägbeleuchtung (englisch off-axis illumination) – seltener Schrägbelichtung oder außeraxiale Belichtung genannt – bezeichnet in der Halbleitertechnik ein fortgeschrittenes Belichtungsverfahren bei der fotolithografischen Strukturierung. Es bietet die Möglichkeit der Verbesserung des Auflösungsvermögens und Vergrößerung der Fokustiefe bei bestimmten Strukturen, ohne Änderung der numerischen Apertur (z. B. Immersionslithografie) oder der verwendeten Wellenlänge.
Eine vergleichbare Technik war seit Langem für die Verbesserung des Kontrastes bei optischen Mikroskopen bekannt und wurde 1989 für den Bereich der Halbleitertechnik vorgestellt sowie Anfang der 1990er Jahre zur von den Firmen Canon und Nikon in ihre Fotolithografiesysteme integriert.
Die Schrägbeleuchtung gehört zur Gruppe der Auflösungsverbesserungsverfahren (engl.: resolution enhancement technique, RET), welche bei Strukturgrößen unterhalb der Lichtwellenlänge (193 nm) zum Einsatz kommen. Dazu gehörten weiterhin Optical proximity correction, Phasenmasken (englisch phase-shifting mask) und Mehrfachstrukturierung (englisch double patterning).

## Funktionsweise

### Konventionelle Beleuchtung
Bei der fotolithografischen Strukturierung wird mithilfe von Licht eine lokale fotochemische Reaktion in einer fotosensitiven Lackschicht (Fotolack) ausgelöst und damit die Eigenschaften (vor allem die Löslichkeit) des Fotolacks lokal geändert. Die lokale Belichtung erfolgt dabei durch die Abschattung von Licht mithilfe einer Fotomaske, die das gewünschte Muster der Strukturierung enthält, so dass einige Stellen beleuchtet und andere nicht beleuchtet werden. Auf diese Weise verbleibt nach dem Entfernen der löslichen Gebiete eine maskierende Fotolackschicht auf dem Substrat (meist ein Wafer aus Silizium) mit der auf der Fotomaske befindlichen Struktur.
Diese relativ einfache Beschreibung der Abbildung von auf der Fotomaske befindlichen Strukturen gilt jedoch nur für Strukturen, die größer als die Wellenlänge des verwendeten Lichts sind. Liegen die abzubildenden Strukturen auf der Fotomaske im Bereich der Wellenlänge, wie es seit einigen Jahren in der Halbleitertechnik der Fall ist, kann der Wellencharakter des Lichts nicht mehr vernachlässigt werden, vor allem Beugungseffekte an kleinen periodischen Strukturen haben entscheidenden Einfluss auf die Abbildung der Strukturen im Fotolack. Im Folgenden wird daher vereinfacht beschrieben, warum bei sehr dichten Strukturen die Abbildung zunehmend schlechter wird und wie durch die Schrägbeleuchtung eine Verbesserung der Abbildung erzielt werden kann.

Vereinfachte Darstellung der Beugung von Licht an einem Gitter

Üblicherweise erfolgt die Beleuchtung senkrecht zur Maske, das heißt parallel zur Achse des optischen Systems, oft als köhlersche Beleuchtung (nach August Köhler) bezeichnet. Dabei breitet sich die 0. Beugungsordnung in Richtung der Einfallsrichtung weiter im optischen System aus, während die anderen Ordnungen seitlich gebeugt werden. Da der Ablenkungswinkel für höhere Ordnungen mit kleiner werdenden Strukturgrößen zunimmt, gelangt bei sehr kleinen Strukturen nur die 0. Ordnung durch die Maske zur Objektivlinse und somit zur Fotolackschicht. Allerdings enthält die 0. Beugungsordnung nur Informationen über die Lichtquelle, was dazu führt, dass die Struktur der Fotolackmaske nicht in der Fotolackschicht abgebildet wird. Für eine erfolgreiche Abbildung sind daher mindestens eine weitere Beugungsordnung notwendig und allgemein nimmt die Abbildungsqualität mit der Anzahl der Beugungsordnungen zu, wobei der Einfluss auf die Qualität bei höheren Beugungsordnungen schnell geringer wird.
Um ein möglichst hohes Auflösungsvermögen und dennoch eine ausreichend hohe Abbildungsqualität zu erzielen, ist es ausreichend, dass die 0., +1. und −1. Beugungsordnung die Objektivlinse erreichen (3-Strahl-Beleuchtung).

### Schrägbeleuchtung

Vereinfachte Darstellung der Beugung von Licht an einem Gitter bei schrägem Einfall

Eine Verbesserung bringt die sogenannte Monopol-Schrägbeleuchtung, bei der das Licht schräg auf die Maske einfällt. Auf diese Weise verschiebt sich auch die laterale Lage der Beugungsordnungen, sodass auch bei dichteren Strukturen nicht nur die 0. Beugungsordnung auf die Objektivlinse fällt. Eine optimale Abbildung ergibt sich wenn die Strahlen der 0. und einer der 1. Ordnung (+1 oder −1) in einem gleichen Winkeln die optische Achse schneidet und von der Objektivlinse erfasst werden (2-Strahl-Beleuchtung). Das Ergebnis dieser Anordnung wäre eine Verbesserung des Auflösungsvermögens (höchster möglicher Wert) für periodische Strukturen senkrecht zur Einfallsebenen des Lichts. Strukturen parallel zur Einfallsebene erfahren hingegen keine Verbesserung, ein klarer Nachteil bei der praktischen Nutzung. Weiterhin ist bei dieser Anordnung der große Energieverlust durch die Nichterfassung der jeweils anderen 1. Beugungsordnung und die Tatsache, dass der Einfallswinkel für jede Strukturgröße neu eingestellt werden muss, nachteilig.
Der erhöhte Aufwand bei der technischen Umsetzung (komplette Neukonstruktion der bestehenden Anlagen) und die unflexiblen Einsatzmöglichkeiten eines „gekippten optischen Systems“ haben dazu geführt, dass die praktische Umsetzung einer Schrägbeleuchtung auf einem anderen Weg erfolgt. Ausgangslage ist ein nahezu unveränderter Aufbau der Lithografieanlagen, die im Wesentlichen nur um eine speziell geformte Blende zwischen dem Kondensorsystem und der Fotomaske ergänzt wurde.
Charakteristisch für diese Blende ist, dass sie die Region im Bereich der optischen Achse abschattet und somit den senkrechten Einfall auf die Strukturen verhindert. Durch diese Änderung gelangt Licht nur aus dem Bereich des mittleren Radius bzw. dem Rand auf die Maske, wo es durch die eingesetzte zirkular geformte Lichtquelle mit einer kreiskegelartiger Winkelverteilung schräg auf die Maske einfällt. Dies bewirkt wie bei der oben beschriebenen Beleuchtung mit schrägem Einfallswinkel, dass alle Beugungsordnungen gekippt sind. Das System wird nun so abgestimmt, dass nur die 0. Ordnung und eine der beiden 1. Ordnungen der einfallenden Strahlung Randstrahlen von der Objektivlinse erfasst werden, auf die fotosensitive Schicht (Fotolack) fallen und so einen besseren Kontrast im Fotolack erzeugen.
Der deutsche Begriff Schrägbeleuchtung (und auch der englische Begriff off-axis illumination) ist daher etwas irreführend, zumal auch bei der herkömmlichen, teilweise kohärenten Beleuchtung ebenfalls Komponenten parallel und schräg zur Achse genutzt werden. Die Bezeichnung „Schrägbeleuchtung“ bezieht sich daher ausschließlich auf Techniken nach 1992, bei denen keine Komponenten parallel zur Achse verwendet werden.

## Typen von Beleuchtungsquellenverteilungen

Typische Beleuchtungsquellenverteilungen

Häufig verwendete Beleuchtungsquellenverteilungen sind:
1. Dipolbeleuchtung (x- oder y-Achse), geeignet für Muster, bei denen alle Linien parallel zur Dipolanordnung sind.
2. Quadrupolbeleuchtung (engl. quadrupole illumination, quad), geeignet für Muster, bei denen alle Linien in x- oder y-Richtung orientiert sind, aber nicht für schräge Linien (z. B. 45°)
3. Kreuzquadrupolbeleuchtung (engl. cross quadrupole illumination, c-quad)
4. Ringbeleuchtung (engl. annular illumination), verbessert die Auflösung Strukturen unabhängig von der Orientierung. Jedoch fällt diese Verbesserung geringer als bei spezialisierten Verteilungen aus und geht auch zu Lasten einer geringeren Tiefenschärfe.

Neben diesen Grundformen wurden noch zahlreiche Kombinationen der Grundformen (meist mit geringen Anteilen der konventionellen Lochblende) oder Formen mit Detailänderungen (meist Größe) vorgestellt, die für spezielle Strukturen vorteilhaft sind. Zudem bietet jeder Anlagensteller eigene Beleuchtungsverteilungen, die häufig auf der Quadrupolbeleuchtung basieren. Dazu zählt die Quadrupol-Ringsegment-Beleuchtung (engl. quadrupole segmented annular ring, QUASAR) von ASML, die CQuest (Canon quadrupole effect for stepper technology) von Canon und SHRINC (super high-resolution illumination control) von Nikon.
In den letzten Jahren wird auch an komplexeren Formen geforscht, beispielsweise Hexapolbeleuchtung oder die „free form illumination“ (FlexRay) von ASML.

## Vor- und Nachteile
Ein wesentlicher Vorteil dieser auflösungsverbessernden Technik ist, dass sie sich relativ leicht in bestehenden Belichtungssysteme integrieren ließ und es auch kaum Probleme bereitet, alle zuvor erwähnten Belichtungsquellenverteilungen sowie konventionelle Beleuchtungen an einer Anlage verfügbar zu machen. Daher war eine schnelle und kosteneffiziente Umsetzung der ansonsten sehr teuren Belichtungsanlagen (mehrere Millionen Euro) möglich. Wichtig ist dies, da die Schrägbeleuchtung keine generelle Verbesserung des Auflösungsvermögens ermöglicht.
Die Verbesserung des Auflösungsvermögens durch die Schrägbeleuchtung ist sehr stark von der Lage und Größe der abzubildenden Strukturen abhängig und bedarf für jede Struktur einer separaten Optimierung. Dies ist vor allem deshalb wichtig zu erwähnen, da die Strukturen auf einer Fotomaske im Allgemeinen sehr vielfältig hinsichtlich ihrer Größe, Periodizität und Ausrichtung sind. So ist der Einsatz der Schrägbeleuchtung eng an den dichten Abstand (engl. pitch) der periodischen Strukturen gebunden, für den sie optimiert wurde. Dabei kann ein größerer Abstand sogar eine schlechtere Abbildung hervorrufen als sie bei einer konventionellen Beleuchtung machbar wäre. Eine Übertragung der Belichtungseinstellungen auf andere Strukturgrößen ist daher in der Regel nicht problemlos möglich. Dies gilt auch für Mustern mit nicht in der optimierten Achse befindlichen Strukturen, beispielsweise schräg zur x-y-Achse verlaufende Strukturen bei der Kreuzquadrupolbeleuchtung.
Generell erfahren nur periodische Strukturen mit einem bestimmten Abstand eine optimale Abbildung, keine Verbesserung des Auflösungsvermögens erfahren hingegen isolierte Linien. Die Ursache hierfür liegt darin, dass isolierte Linien keine diskreten Beugungsordnungen, sondern nur kontinuierliche Beugungsmuster erzeugen.
Die unterschiedliche Wirkung der Beleuchtung auf isolierte und dichte Linien führt zu einer systematischen Abweichung in der Auflösung der beiden Typen, die bei der Entwicklung beachtet werden muss. Eine Möglichkeit diese Abweichung zu verringern, ist das Hinzufügen von Zusatzstrukturen mit Größen unterhalb der Auflösungsgrenze nahe der isolierten Struktur.
Auch bezüglich der nutzbaren Energie der Lichtquelle hat die Schrägbeleuchtung Nachteile gegenüber der 3-Strahl-Beleuchtung. Denn durch die Ablenkung eines der Strahlen der 1. Beugungsordnung geht ein Teil der Belichtungsenergie verloren und muss durch längere Belichtungszeiten kompensiert werden.